# Tlevak Strait
De Tlevak Strait is een zeestraat in de Alexanderarchipel in de Alaska Panhandle in het zuidoosten van Alaska in de Verenigde Staten.

## Geografie
Ten oosten en noordoosten van de zeestraat liggen Sukkwan Island en Prins van Waleseiland, ten zuidwesten en westen Dall Island en ten zuiden Long Island. In het noordwesten sluit ze aan op de Meares Passage, in het zuidoosten mondt ze uit in Cordova Bay. Vanuit het zuiden komt de Kaigani Strait op de zeestraat uit.
Het waterlichaam ligt in de mariene ecoregio Noord-Amerikaans Pacifisch Fjordland.

## Geschiedenis
De straat dankt haar naam aan kapitein Tebenkov van de Russische Keizerlijke Marine. In 1952 werd de naam als "Proliv Tlevaak" aangeduid door de Russische Hydrografische Dienst.